# Cordilheira Alta
Cordilheira Alta es un municipio brasileño del estado de Santa Catarina. Tiene una población estimada al 2022 de 4 781 habitantes.

## Historia
El actual territorio de Cordilheira Alta fue nombrado distrito de Chapecó en 1962. Se emancipó en 1992.